# Oberfeld (Hünfeld)
Oberfeld ist ein Stadtteil von Hünfeld im osthessischen Landkreis Fulda.

## Geographische Lage
Der Stadtteil Oberfeld liegt an den nördlichen Ausläufern der Rhön und gehört zum Biosphärenreservat Rhön.
Der Hauptort Hünfeld liegt nordöstlich des Dorfes. Zwischen den beiden Orten verläuft die Landesstraße 3176, im Westen liegt die Bundesautobahn 7.

## Geschichte

### Ortsgeschichte
Die älteste bekannte schriftliche Erwähnung von Oberfeld erfolgte im Jahr 1552. Es gehörte damals dem Kloster Fulda.
Zum 1. Februar 1971 wurde die bis dahin selbständige Gemeinde Oberfeld im Zuge der Gebietsreform in Hessen auf freiwilliger Basis in die Stadt Hünfeld eingemeindet.
Für Oberfeld wurde, wie für die übrigen bei der Gebietsreform nach Hünfeld eingegliederten Gemeinden, ein Ortsbezirk gebildet.

### Verwaltungsgeschichte im Überblick
Die folgende Liste zeigt die Staaten und Verwaltungseinheiten, denen Oberfeld angehört(e):
- vor 1803: Heiliges Römisches Reich, Hochstift Fulda, Amt/Oberamt Burghaun
- 1803–1806: Heiliges Römisches Reich, Fürstentum Nassau-Oranien-Fulda, Fürstentum Fulda, Amt Burghaun
- 1806–1810: Kaiserreich Frankreich, Fürstentum Fulda (Militärverwaltung)
- 1810–1813: Großherzogtum Frankfurt, Departement Fulda, Distrikt Burghaun
- ab 1816: Kurfürstentum Hessen, Großherzogtum Fulda, Amt Burghaun
- ab 1821/22: Kurfürstentum Hessen, Provinz Fulda, Kreis Hünfeld[7][Anm. 2]
- ab 1848: Kurfürstentum Hessen, Bezirk Fulda
- ab 1851: Kurfürstentum Hessen, Provinz Fulda, Kreis Hünfeld
- ab 1867: Norddeutscher Bund[Anm. 3], Königreich Preußen, Provinz Hessen-Nassau, Regierungsbezirk Kassel, Kreis Hünfeld
- ab 1871: Deutsches Reich, Königreich Preußen, Provinz Hessen-Nassau, Regierungsbezirk Kassel, Kreis Hünfeld
- ab 1918: Deutsches Reich, Freistaat Preußen, Provinz Hessen-Nassau, Regierungsbezirk Kassel, Kreis Hünfeld
- ab 1944: Deutsches Reich, Freistaat Preußen, Provinz Kurhessen, Landkreis Hünfeld
- ab 1946: Amerikanische Besatzungszone, Hessen, Regierungsbezirk Kassel, Landkreis Hünfeld
- ab 1949: Bundesrepublik Deutschland, Hessen, Regierungsbezirk Kassel, Landkreis Hünfeld
- ab 1971: Bundesrepublik Deutschland, Hessen, Regierungsbezirk Kassel, Landkreis Hünfeld, Stadt Hünfeld[Anm. 4]
- ab 1972: Bundesrepublik Deutschland, Hessen, Regierungsbezirk Kassel, Landkreis Fulda, Stadt Hünfeld, Stadt Hünfeld

### Bevölkerung
Einwohnerentwicklung 
- 1789: 7 Bauern u. 8 Hüttner[1]
- 1812: 15 Feuerstellen, 108 Seelen[1]

| Oberfeld: Einwohnerzahlen von 1812 bis 2015 | Oberfeld: Einwohnerzahlen von 1812 bis 2015 | Oberfeld: Einwohnerzahlen von 1812 bis 2015 | Oberfeld: Einwohnerzahlen von 1812 bis 2015 | Oberfeld: Einwohnerzahlen von 1812 bis 2015 |
| --- | ------------------------------------------- | ------------------------------------------- | ------------------------------------------- | ------------------------------------------- |
| Jahr |                                             |                                             |                                             | Einwohner                                   |
| 1812 | 1812                                        |                                             | 108                                         | 108                                         |
| 1834 | 1834                                        |                                             | 155                                         | 155                                         |
| 1840 | 1840                                        |                                             | 167                                         | 167                                         |
| 1846 | 1846                                        |                                             | 194                                         | 194                                         |
| 1852 | 1852                                        |                                             | 150                                         | 150                                         |
| 1858 | 1858                                        |                                             | 160                                         | 160                                         |
| 1864 | 1864                                        |                                             | 172                                         | 172                                         |
| 1871 | 1871                                        |                                             | 144                                         | 144                                         |
| 1875 | 1875                                        |                                             | 141                                         | 141                                         |
| 1885 | 1885                                        |                                             | 116                                         | 116                                         |
| 1895 | 1895                                        |                                             | 115                                         | 115                                         |
| 1905 | 1905                                        |                                             | 113                                         | 113                                         |
| 1910 | 1910                                        |                                             | 128                                         | 128                                         |
| 1925 | 1925                                        |                                             | 126                                         | 126                                         |
| 1939 | 1939                                        |                                             | 119                                         | 119                                         |
| 1946 | 1946                                        |                                             | 180                                         | 180                                         |
| 1950 | 1950                                        |                                             | 200                                         | 200                                         |
| 1956 | 1956                                        |                                             | 159                                         | 159                                         |
| 1961 | 1961                                        |                                             | 148                                         | 148                                         |
| 1967 | 1967                                        |                                             | 170                                         | 170                                         |
| 1970 | 1970                                        |                                             | 162                                         | 162                                         |
| 1980 | 1980                                        |                                             | ?                                           | ?                                           |
| 1990 | 1990                                        |                                             | ?                                           | ?                                           |
| 2000 | 2000                                        |                                             | ?                                           | ?                                           |
| 2011 | 2011                                        |                                             | 144                                         | 144                                         |
| 2015 | 2015                                        |                                             | 170                                         | 170                                         |
| Datenquelle: Historisches Gemeindeverzeichnis für Hessen: Die Bevölkerung der Gemeinden 1834 bis 1967. Wiesbaden: Hessisches Statistisches Landesamt, 1968. Weitere Quellen: LAGIS; Stadt Hünfeld; Zensus 2011 |                                             |                                             |                                             |                                             |

Einwohnerstruktur 2011
Nach den Erhebungen des Zensus 2011 lebten am Stichtag, dem 9. Mai 2011, in Oberfeld 144 Einwohner. Darunter waren keine Ausländer.
Nach dem Lebensalter waren 30 Einwohner unter 18 Jahren, 81 zwischen 18 und 49, 36 zwischen 50 und 64 und 30 Einwohner waren älter.
Die Einwohner lebten in 69 Haushalten. Davon waren 15 Singlehaushalte, 21 Paare ohne Kinder und 27 Paare mit Kindern, sowie 6 Alleinerziehende und keine Wohngemeinschaften. In 15 Haushalten lebten ausschließlich Senioren und in 48 Haushaltungen lebten keine Senioren.
Religionszugehörigkeit
| • 1885: | 116 katholische (= 100 %) Einwohner                              |
| • 1961: | 3 evangelische (= 2,03 %), 145 katholische (= 97,97 %) Einwohner |

## Politik
Für Oberfeld besteht ein Ortsbezirk (Gebiete der ehemaligen Gemeinde Oberfeld) mit Ortsbeirat und Ortsvorsteher nach der Hessischen Gemeindeordnung. Der Ortsbeirat besteht aus fünf Mitgliedern. Bei den Kommunalwahlen in Hessen 2021 betrug die Wahlbeteiligung zum Ortsbeirat 78,95 %. Alle Kandidaten gehörten der „Bürgerliste Oberfeld“ an. Der Ortsbeirat wählte Lukas Hartmann zum Ortsvorsteher.

## Kultur
- Rhön Rock Open Air im August

## ÖPNV
Den öffentlichen Personennahverkehr (ÖPNV) stellt die Lokale Nahverkehrsgesellschaft Fulda mit der Buslinie 73 sicher.